# Mario Díaz-Balart
Mario Rafael Díaz-Balart y Caballero (Fort Lauderdale, 25 de septiembre de 1961) es un mercadólogo y político estadounidense de ascendencia cubana, miembro del Partido Republicano. 
Díaz-Balart es miembro de la Cámara de Representantes de los Estados Unidos por el 25.° distrito congresional de Florida desde 2003. Entre 2011 y 2013 fue representante por el 21.° distrito de Florida.

## Biografía

### Familia y educación
Es miembro de la familia Díaz-Balart: es hijo del fallecido político cubano Rafael Díaz-Balart e Hilda Caballero Brunet. Su tía, Mirta Díaz-Balart, fue la primera esposa de Fidel Castro cuyo hijo, por lo tanto primo suyo, fue Fidel Castro Díaz-Balart. Su tío es el pintor cubano-español Waldo Díaz-Balart. Su hermano, Lincoln Díaz-Balart, representó al 21.° distrito de Florida entre 1993 y 2011. Tiene otros dos hermanos, José Díaz-Balart, periodista, y Rafael Díaz-Balart, banquero.
Estudió ciencias políticas en la Universidad del Sur de Florida antes de comenzar su carrera de servicio público como ayudante del entonces alcalde de Miami, Xavier Suárez, en 1985. Ese mismo año, cambió su afiliación del Partido Demócrata al Republicano.

### Carrera
Fue elegido miembro de la Cámara de Representantes de Florida en 1988 y miembro del Senado de Florida en 1992. Regresó a la Cámara de Representantes estatal en 2000.
En 2002 renunció a su banca estatal para postularse a la Cámara de Representantes de los Estados Unidos por el recién creado 25.° distrito congresional de Florida, que incluía la mayor parte del oeste del condado de Miami-Dade, parte del condado de Collier y la parte continental del condado de Monroe. Fue reelecto en 2006.
El 11 de febrero de 2010, anunció su intención de buscar la elección en el 21.º distrito congresional de Florida, luego de que su hermano Lincoln Díaz-Balart decidiera dejar el cargo. A diferencia del 25.° distrito, el 21.° distrito ha sido considerado el distrito más republicano en el área de Miami. Ningún otro partido presentó un candidato cuando se cerró la presentación el 30 de abril y se le dio la banca a Díaz-Balart.
En 2012 fue elegido representante por el 25.° distrito, volviéndose a postular en 2014 sin oposición. En 2016, venció a la demócrata Alina Valdés por el 62,4 % de los votos. En las elecciones generales de 2018, derrotó a la exjueza demócrata Mary Barzee Flores con el 60,5 % de los votos.
En el Congreso, es miembro fundador de la Conferencia Hispana, un grupo de congresistas hispanos republicanos.

## Posiciones políticas
Hasta enero de 2018, había votado con su partido en el 92,4 % de las votaciones durante el 115.º Congreso de los Estados Unidos y votó en línea con la posición del presidente Donald Trump en el 93,1 % de las votaciones.
Según el análisis de Vote Smart de 2016, Díaz-Balart generalmente apoya la legislación «pro-vida», se opone al aumento del impuesto a la renta, se opone a las sentencias mínimas obligatorias para los infractores de drogas no violentos, se opone al gasto federal como medio para promover el crecimiento económico, apoya la reducción de impuestos como medio para promover el crecimiento económico. 
Se opone a exigir a los estados que adopten estándares federales de educación, apoya la construcción del oleoducto Keystone, apoya el financiamiento gubernamental para el desarrollo de energía renovable, se opone a la regulación federal de emisiones de gases de efecto invernadero, se opone a la legislación de control de armas, apoya la derogación de la Ley de Protección al Paciente y Cuidado de Salud Asequible (Obamacare), se opone a exigir que los inmigrantes que están ilegalmente presentes regresen a su país de origen antes de ser elegibles para la ciudadanía estadounidense, se opone al matrimonio entre personas del mismo sexo y apoya que las personas desvíen una parte de sus impuestos del Seguro Social a cuentas personales de jubilación.
En cuestiones económicas, el 29 de septiembre de 2008, votó en contra de la Ley de Estabilización Económica de Urgencia de 2008, y a favor de promover tratados de libre comercio con Perú, América Central, Australia, Singapur y Chile.
En cuanto a la política exterior estadounidense hacia Cuba, en 2007, abogó por mantener el embargo a la isla. En una nota de abril de 2015 escrita para la revista Time, criticó la política del presidente Barack Obama hacia la isla, expresando que el entonces presidente «continúa apaciguando a las dictaduras brutales mientras obtiene muy poco a cambio. Confunde la dictadura cubana con el pueblo cubano cuando en realidad sus intereses son diametralmente opuestos».
También ha apoyado el pretendido derecho a la autodeterminación que reclaman los habitantes de las islas Malvinas, archipiélago en disputa entre Argentina y el Reino Unido. El 18 de abril de 2013, presentó una resolución a la Cámara de Representantes solicitando al gobierno de los Estados Unidos que reconozca oficialmente el resultado del referéndum sobre la soberanía de las Islas Malvinas de 2013, referéndum que no fue reconocido por la Argentina ni por diversos países y las Naciones Unidas. En 2017 presentó una resolución similar, solicitando el reconocimiento del resultado de la elección general de ese año en las islas. El gobierno estadounidense, ha expresado su neutralidad en el disputa de soberanía.
Tras el tiroteo en la escuela secundaria Stoneman Douglas el 14 de febrero de 2018 en Parkland (Florida), expresó que la legislación de control de armas no sería efectiva para detener los tiroteos en masa. Entre 1998 y febrero de 2018, recibió 27 450 dólares estadounidenses en contribuciones de campaña de la Asociación Nacional del Rifle, devolviendo 3000 dólares de esas donaciones.
Durante la primera presidencia de Donald Trump, en febrero de 2017, votó en contra de una resolución que había ordenado a la Cámara de Representantes que solicitara 10 años de las declaraciones de impuestos de Trump, que luego habrían sido revisadas por la comisión de Medios y Arbitrios de la Cámara en una sesión a puerta cerrada. Posteriormente apoyó el despido del Director del FBI James Comey. En cuanto a la política inmigratoria de Trump, apoyó la Orden Ejecutiva 13769, que impuso una prohibición temporal de ingreso a los Estados Unidos a ciudadanos de siete países de mayoría musulmana. En enero de 2018, participó en una reunión en la Casa Blanca, sobre la Acción Diferida para los Llegados en la Infancia (DACA por sus siglas en inglés).

## Familia

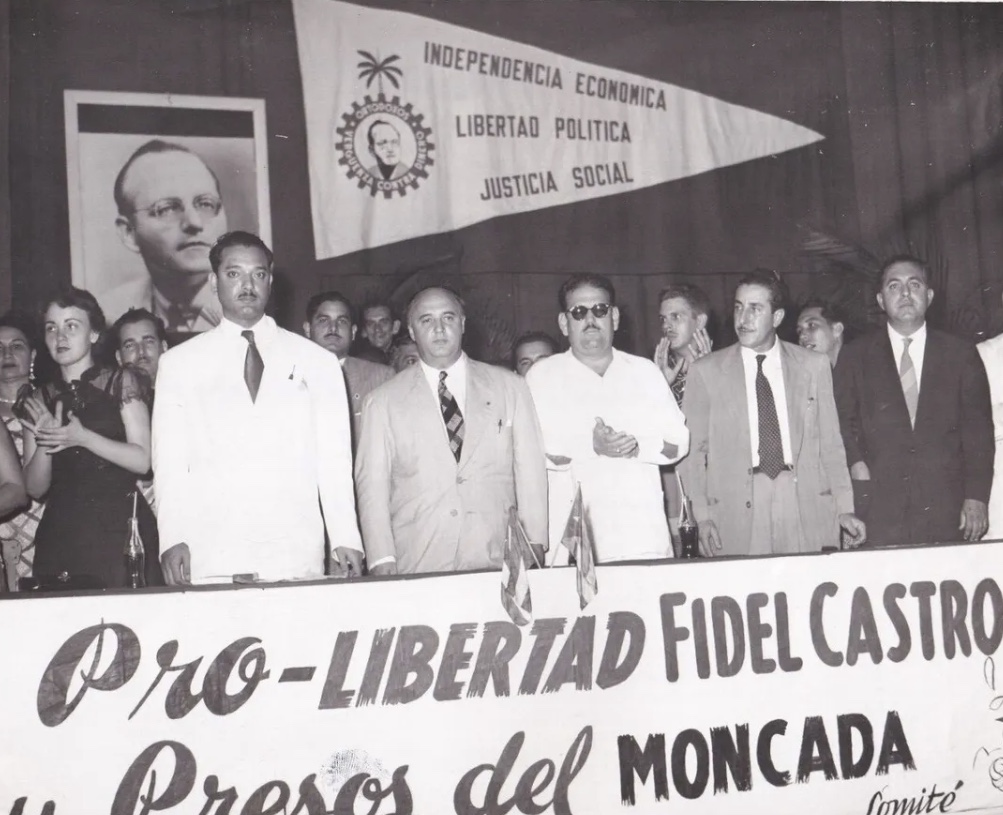
Mirta, la primera a la izquierda, en un comité político procastrista en 1953.

Mario es miembro de la incipiente aristocracia cubana, pese a ser estadounidense de nacimiento. Sus padres eran los cubanos Rafael Lincoln Díaz-Balart y Hilda Caballero Brunet, siendo sus hermanos Lincoln, José y Rafael Díaz-Balart.
Su padre era hijo del excongresista cubano José Rafael Díaz-Balart, amigo y protegido del dictador de Cuba Fulgencio Batista. Su tía Mirta se casó en primeras nupcias con el abogado cubano Fidel Castro Ruz, con quien tuvo a su hijo homónimo, físico nuclear y científico cubano, primo de Mario. Años después del matrimonio, y ya divorciado de Mirta, Fidel encabezó un golpe de estado contra Batista en 1959.